# Gaël Giraud
Gaël Giraud (Parigi, 24 gennaio 1970) è un economista francese, dottore in teologia e sacerdote gesuita.
Specialista in economia matematica e direttore di ricerca presso il CNRS, è stato economista capo dell'Agenzia francese per lo sviluppo (AFD) dal 2015 al 2019 e direttore del programma di giustizia ambientale presso la Università di Georgetown (USA) dal 2021 al 2023.
Ha pubblicato numerosi lavori sull'economia matematica, la teoria dei giochi, la finanza e le fonti energetiche, e più recentemente sulla disuguaglianza sociale e la transizione energetica.
Nel 2022 è stato accusato di plagio per diverse irregolarità di provenienza nella sua tesi di dottorato (e in una versione della stessa destinata al grande pubblico) e criticato per commenti complottisti e antisemitisti.